# Efecte de l'ió comú
L'efecte de l'ió comú és el responsable de la disminució de la solubilitat d'un precipitat iònic quan s'afegeix a la solució un compost soluble amb un dels ions del precipitat, en equilibri amb el precipitat.

## Efectes de solubilitat
La solubilitat d'una sal poc soluble disminueix quan es troba en una solució que conté un ió en comú amb la sal. Per exemple, la solubilitat del clorur d'argent en aigua es redueix si s'afegeix una solució de clorur de sodi a una suspensió que contingui clorur d'argent en aigua.
Un exemple pràctic utilitzat en àrees on s'extreu aigua potable d'aqüífers amb guix o amb pedra calcària, és l'addició de carbonat de sodi a l'aigua no tractada per reduir la duresa de l'aigua. Durant el procés de tractament de l'aigua, s'afegeixen sals de carbonat de sodi altament solubles per causar la precipitació de carbonat de calci poc soluble. Això genera un precipitat de carbonat de calci molt pur, que és un subproducte valuós utilitzat en la fabricació de pasta de dents.
En el procés de fabricació de sabons també és important l'efecte de l'ió comú. Els sabons són sals de sodi d'àcids grassos. L'addició de clorur de sodi disminueix la solubilitat de les sals de sabó. Els sabons precipiten a causa d'una combinació entre l'efecte de l'ió comú i l'augment de la força iònica. L'aigua del mar, les aigües salobres i altres tipus d'aigua que contenen una quantitat considerable de sodi modifiquen el comportament del sabó a causa de l'efecte de l'ió comú, perquè en presència d'un excés de ions de sodi, la solubilitat de les sals del sabó disminueix, fent que el sabó sigui menys eficaç.

## Efecte tampó
Una solució tampó conté un àcid i la seva base conjugada o una base i el seu àcid conjugat. L'addició de l'ió conjugat resulta en un canvi de pH de la solució tampó. Per exemple, si es dissol acetat de sodi i àcid acètic en una mateixa solució, tots dos es dissocien i es ionitzen produint ions acetat. L'acetat de sodi és un electròlit fort i, per tant, es dissocia completament quan es troba en solució. L'àcid acètic és un àcid feble i només es ionitza lleugerament. D'acord amb el principi de Le Châtelier, l'addició de ions d'acetat provinents d'acetat de sodi suprimeix la ionització de l'àcid acètic i desplaça l'equilibri cap a l'esquerra. Per tant, la dissociació percentual de l'àcid acètic disminueix i el pH de la solució augmenta. La ionització d'un àcid o d'una base està limitada per la presència de la seva base conjugada o àcid.
NaCH₃CO₂(s) → Na+(aq) + CH₃CO₂-(aq)
CH₃CO₂H (aq)  H+(aq) + CH₃CO₂-(aq)
Això disminueix la concentració de ions d'hidrogen i, per tant, la solució de l'ió comú serà menys àcida que una solució que contingui només àcid acètic.

## Excepcions
Molts compostos de metalls de transició no compleixen aquesta regla a causa de la formació de ions complexos. Per exemple, el clorur de coure(I) és insoluble en aigua, però es dissol si s'afegeixen ions de clorur, com per exemple quan s'afegeix àcid clorhídric. Això és així perquè es formen ions solubles CuCl₂ complexos.